# 라민 카림루
라민 카림루(Ramin Karimloo, 1978년 9월 19일 ~ )는 이란에서 태어난 캐나다의 뮤지컬 배우로, 주로 런던 웨스트엔드에서의 활동으로 알려져 있다. 그는 웨스트엔드에서 최장 공연중인 뮤지컬 중 하나인 오페라의 유령에서는 팬텀, 또 다른 최장기 공연 뮤지컬인 레미제라블에서는 장발장, 앙졸라스와 마리우스를 하며 남자 주연 역을 맡았다. 또한 그는 오페라의 유령 후속작인 앤드루 로이드 웨버의 러브 네버 다이즈의 초연에서 팬텀 역을 맡기도 했다. 2012년 자신의 데뷔 앨범인 "RAMIN"을 홍보하기 위해 UK 순회공연을 했다.